# Missing (canción de Everything but the Girl)
«Missing» es una canción del dúo británico Everything but the Girl, lanzado el 8 de agosto de 1994 como primer sencillo de su octavo álbum de estudio Amplified Heart. Se lanzó inicialmente para revitalizar la carrera del dúo, convirtiéndose en el sencillo más exitoso y ciertamente más conocido del dúo, principalmente gracias al relanzamiento en 1995 que incluía la remezcla realizada por Todd Terry.

## Antecedentes
Antes del lanzamiento de «Missing», eran reconocidos principalmente como una banda de folk y jazz. Llevaban en su haber ocho álbumes antes de Amplified Heart y uno de sus sencillos, «I Don't Want to Talk About It» había alcanzado el número tres en la lista oficial de sencillos del Reino Unido en 1988, pero eran relativamente desconocidos en el resto del mundo. «Missing» se pensó originalmente como una balada semi-acústica pero con una estructura de música dance, pero no recibió la difusión esperada en las radios.
Un año después, el dúo confió la canción al disc jockey y productor estadounidense de música house Todd Terry para que la remezclara. El resultado fue una versión dance de la canción, quien la dio a conocer internacionalmente al dúo convirtiéndose en un éxito mundial. Igualó el mejor desempeño del dúo en las listas del Reino Unido alcanzando el número tres en noviembre de 1995 y obtuvo el número uno en las listas de Alemania, Italia, Dinamarca y Canadá. Se convirtió en la primera y única canción del dúo en ingresar a los primeros cuarenta del Billboard Hot 100 y, aunque alcanzó el puesto número dos, se mantuvo en las listas durante 55 semanas, un récord en aquel momento que desde entonces se ha superado; el sencillo es actualmente la undécima canción con mayor permanencia dentro del Billboard Hot 100. También logró alcanzar la segunda ubicación en Australia, mientras que en Nueva Zelanda alcanzó los quince primeros. La canción también logró ingresar entre los diez primeros en varias listas europeas incluyendo Bélgica, Francia, Países Bajos, Noruega, Suecia, Austria y Suiza. como así también en Australia y Nueva Zelanda. El sencillo ha vendido tres millones de copias en todo el mundo.

## Recepción de la crítica
La canción fue aclamada en general por la mayoría de los críticos musicales. Larry Flick de Billboard escribió que "esta canción de amor desolada se ve reforzada por un arreglo retro-pop que el posproductor Todd Terry ha modificado brillantemente para convertirlo en una satisfactoria creación de una pista de música dance. La interpretación de la cantante Tracey Thorn es un estudio sobre la emoción conmovedora, pero contenida, y el coro se pega instantáneamente al cerebro". Steve Baltin de Cash Box señaló que "la mezcla es muy efectiva, sin embargo, como la canción parece una combinación entre Lisa Stansfield y Cowboy Junkies, el pop etéreo que se puede bailar no tiene mucha demanda en estos días, pero este éxito podría cambiar eso si tuviera la oportunidad".
Dave Sholin del Gavin Report comentó: "Qué diferencia pueden hacer unos meses y una remezcla. Es en Miami donde la canción ha tenido un gran éxito y al ser muy demandada cuentan la historia de cuán extenso es realmente el atractivo de la misma." La revista paneuropea Music & Media escribió: "De repente, el ambiente de la música dance está de moda debido a la voz de Tracey Thorn en «Protection» de Massive Attack, estos remixes de Todd Terry y Ultramarine, entre otros, lo acelerarán aún más". James Hamilton de Music Week y RM Dance Update lo consideró "atmosférico" y "melancólico".
En 2003, la revista británica Q la clasificó en el puesto 177 en su lista de las "1001 mejores canciones de todos los tiempos".
En 2019 la revista Billboard la incluyo en un listado de "Las mejores canciones de los años 90" posicionándola en el numero 121.
En 2022, Pitchfork lo incluyó en sus listas de "Las 30 mejores canciones de música house de los años 90" y "Las 250 mejores canciones de los años 90",  mientras que Rolling Stone lo ubicó en el puesto 54 en su lista de las 200 mejores canciones de música dance de todos los tiempos.

## Video musical
Esta dirigido por Mark Szaszy y se utilizó el mismo vídeo musical tanto para la versión original cómo la de la remezcla. El vídeo gira principalmente en torno a la cantante del grupo, Tracey Thorn, quien interpreta la canción mientras se mueve melancólicamente por un apartamento. Estas secuencias se intercalan con otras en las que Ben Watt, el otro miembro del grupo, se muestra en un ambiente similar, sugiriendo que el destinatario de la letra de la canción es el propio Watt. Además, Thorn camina
por el distrito londinense de Balham y alrededor de la estación de metro Clapham South.
Fue nominado a los MTV Video Music Awards en 1996 en la categoría Mejor vídeo de música dance.

## Formatos y listas de canciones
| Vinilo en 12" [Reino Unido] |                                            |          |  |
| N.º                         | Título                                     | Duración |  |
| 1.                          | «Missing» (Chris & James Full on Club Mix) | 8:35     |  |
| 2.                          | «Missing» (Chris & James Flossie Dub Mix)  | 7:22     |  |
| 3.                          | «Missing» (Little Joey Remix)              | 5:03     |  |
| 4.                          | «Missing» (Ultramarine Remix)              | 5:26     |  |

| Sencillo en CD [Europa] |                                                             |          |  |
| N.º                     | Título                                                      | Duración |  |
| 1.                      | «Missing» (Todd Terry Club Mix) (Blanco/Eternal Radio Edit) | 3:52     |  |
| 2.                      | «Missing» (Todd Terry Club Mix)                             | 4:58     |  |
| 3.                      | «Missing» (Rockin' Blue Mix)                                | 7:47     |  |
| 4.                      | «Missing» (Chris & James Full On Club Mix)                  | 8:36     |  |
| 5.                      | «Missing» (Amplified Heart Album Mix)                       | 4:04     |  |
| 6.                      | «Missing» (Todd Terry Tee's Piece)                          | 4:34     |  |

| Vinilo de 12" [Estados Unidos] |                                            |          |  |
| N.º                            | Título                                     | Duración |  |
| 1.                             | «Missing» (C.L. McSpadden Powerhouse Edit) | 3:58     |  |
| 2.                             | «Missing» (C.L. McSpadden Powerhouse Mix)  | 7:01     |  |
| 3.                             | «Missing» (Todd Terry Mix)                 | 4:56     |  |

| Maxisencillo en CD [Estados Unidos] |                                            |          |  |
| N.º                                 | Título                                     | Duración |  |
| 1.                                  | «Missing» (Album Mix)                      | 4:04     |  |
| 2.                                  | «Missing» (Lite Mix)                       | 4:07     |  |
| 3.                                  | «Missing» (Todd Terry Club Mix)            | 4:58     |  |
| 4.                                  | «Missing» (Chris & James Full on Club Mix) | 8:37     |  |
| 5.                                  | «Missing» (Ultramarine Remix)              | 5:26     |  |
| 6.                                  | «Missing» (The Little Joey Remix)          | 5:04     |  |
| 7.                                  | «Missing» (Tee's Beat)                     | 2:47     |  |

| Descarga digital [2010] |                                  |          |  |
| N.º                     | Título                           | Duración |  |
| 1.                      | «Missing» (Fedde Le Grand Remix) | 7:52     |  |
| 2.                      | «Missing» (Lite Mix)             | 4:07     |  |

| Descarga digital [2011 Remixes] |                                                        |          |  |
| N.º                             | Título                                                 | Duración |  |
| 1.                              | «Missing» (Fedde Le Grand Remix) (Full Length Version) | 10:03    |  |
| 2.                              | «Missing» (Greg Downey Remix)                          | 7:18     |  |

## Posicionamiento en listas y certificaciones
| Lista (1994)                     | Mejor posición |
| -------------------------------- | -------------- |
| Escocia (Scottish Singles Chart) | 78             |
| Reino Unido (UK Singles Chart)   | 69             |

| Lista (1995–1996)                      | Mejor posición |
| -------------------------------------- | -------------- |
| Alemania (Offizielle Deutsche Charts)  | 1              |
| Australia (ARIA)                       | 2              |
| Austria (Ö3 Austria Top 40)            | 6              |
| Bélgica (Flandes) (Ultratop 50)        | 10             |
| Bélgica (Valonia) (Ultratop 50)        | 2              |
| Canadá (RPM Top Singles)               | 1              |
| República Checa (IFPI CR)              | 7              |
| Dinamarca (IFPI)                       | 1              |
| Escocia (Scottish Singles Chart)       | 2              |
| Estados Unidos (Billboard Hot 100)     | 2              |
| Estados Unidos (Adult Contemporary)    | 6              |
| Estados Unidos (Adult Top 40)          | 2              |
| Estados Unidos (Dance Singles Sales)   | 1              |
| Estados Unidos (Hot R&B/Hip-Hop Songs) | 70             |
| Estados Unidos (Mainstream Top 40)     | 1              |
| Estados Unidos (Rhythmic)              | 6              |
| Eurochart Hot 100                      | 3              |
| Finlandia (OFC)                        | 11             |
| Francia (SNEP)                         | 2              |
| Hungría (Mahasz)                       | 1              |
| Irlanda (IRMA)                         | 3              |
| Italia (Musica e dischi)               | 1              |
| Noruega (VG-lista)                     | 5              |
| Nueva Zelanda (Recorded Music NZ)      | 14             |
| Países Bajos (Dutch Top 40)            | 3              |
| Reino Unido (UK Singles Chart)         | 3              |
| Reino Unido (UK Dance Chart)           | 1              |
| Suecia (Sverigetopplistan)             | 3              |
| Suiza (Schweizer Hitparade)            | 2              |

| País         | Lista (1995)            | Posición |
| ------------ | ----------------------- | -------- |
| Bélgica      | Ultratop flamenca       | 58       |
| Bélgica      | Ultratop valona         | 73       |
| Europa       | Eurochart Hot 100       | 54       |
| Francia      | SNEP                    | 76       |
| Países Bajos | Nederlandse Top 40      | 9        |
| Reino Unido  | Official Charts Company | 8        |
| Suecia       | Sverigetopplistan       | 47       |

| País           | Lista (1996)               | Posición |
| -------------- | -------------------------- | -------- |
| Alemania       | Offizielle Deutsche Charts | 11       |
| Australia      | ARIA                       | 7        |
| Austria        | Ö3 Austria Top 40          | 39       |
| Bélgica        | Ultratop flamenca          | 72       |
| Bélgica        | Ultratop valona            | 17       |
| Canadá         | RPM Top Singles            | 9        |
| Estados Unidos | Billboard Hot 100          | 12       |
| Estados Unidos | Top 40/Mainstream          | 4        |
| Estados Unidos | Adult Contemporary         | 15       |
| Estados Unidos | Adult Top 40               | 13       |
| Estados Unidos | Maxi-Singles Sales         | 11       |
| Estados Unidos | Rhythmic Top 40            | 19       |
| Europa         | Eurochart Hot 100          | 10       |
| Francia        | SNEP                       | 29       |
| Reino Unido    | Official Charts Company    | 62       |
| Suecia         | Sverigetopplistan          | 36       |
| Suiza          | Schweizer Hitparade        | 24       |

### Certificaciones
| País           | Organismo certificador | Certificación | Ventas    | Ref.   |
| -------------- | ---------------------- | ------------- | --------- | ------ |
| Alemania       | BVMI                   | Oro           | 250 000   | [ 77 ] |
| Australia      | ARIA                   | Platino       | 70 000    | [ 61 ] |
| Bélgica        | BEA                    | Oro           | 25 000    | [ 78 ] |
| España         | PROMUSICAE             | Oro           | 30 000    | [ 79 ] |
| Estados Unidos | RIAA                   | Oro           | 500 000   | [ 80 ] |
| Francia        | SNEP                   | Oro           | 250 000   | [ 81 ] |
| Italia         | FIMI                   | Oro           | 25 000    | [ 82 ] |
| Noruega        | IFPI Noruega           | Oro           | 5 000     | [ 83 ] |
| Reino Unido    | BPI                    | 2 × Platino   | 1 200 000 | [ 84 ] |

#### Sucesión en listas
| Predecesor: «Baby Baby» de Corona                   | Musica e dischi — Sencillo Nro 1 8 de mayo de 1995 — 11 de junio de 1995          | Sucesor: «Scream» de Michael Jackson & Janet Jackson |
| Predecesor: «Time» de Hootie & the Blowfish         | RPM Top Singles — Sencillo Nro 1 19 de febrero de 1996 — 4 de marzo de 1996       | Sucesor: «The World I Know» de Collective Soul       |
| Predecesor: «Gangsta's Paradise» de Coolio con L.V. | Media Control Charts — Sencillo Nro 1 2 de febrero de 1996 — 9 de febrero de 1996 | Sucesor: «Spaceman» de Babylon Zoo                   |

## Versión de No Mercy
En 1995, el trío musical de pop No Mercy lanzó su versión de "Missing" bajo el subtítulo "I Miss You Like the Deserts Miss the Rain". Fue producido por Frank Farian y está incluido en su álbum debut, My Promise / No Mercy publicado en 1996. Tuvo un éxito moderado, ubicándose entre los 20 primeros en Alemania y entre los 10 primeros en Suiza. En el Reino Unido permaneció solo una semana ubicándose en el número 83, la misma semana que reingresaba «Missing» en su versión remezclada.

### Lista de canciones
| Maxisencillo en CD |                                    |          |  |
| N.º                | Título                             | Duración |  |
| 1.                 | «Missing» (Radio Version)          | 3:58     |  |
| 2.                 | «Missing» (Ibiza Club Mix)         | 6:30     |  |
| 3.                 | «Missing» (Manumission Trance Mix) | 6:30     |  |
| 4.                 | «Missing» (Acapella Version)       | 5:25     |  |

### Posicionamiento en listas
| Lista (1995–1996)                    | Mejor posición |
| ------------------------------------ | -------------- |
| Alemania (Offizielle Deutsche Chart) | 19             |
| Francia (SNEP)                       | 48             |
| Reino Unido (UK Singles Chart)       | 83             |
| Suiza (Schweizer Hitparade)          | 9              |

## Otras versiones
- La banda británica Paradise Lost realizó su versión para una edición especial de su undécimo álbum de estudio In Requiem publicado en 2007.[90]
- En ese mismo año, la banda australiana Expatriate grabó su versión para un compilado titulado No Man's Woman.[91][92]

- La cantante belga Jessy De Smet publicó dos versiones, en 2010 y 2012, la segunda a dueto con el cantante belga Dennis. Ambas llegaron ingresar en los primeros treinta de la lista de la región flamenca de sencillos.[93]

- El DJ y productor suizo EDX realizó su versión con las voces de la cantante neerlandesa Mingue, lanzada en 2016 a través de Spinnin' Deep.[94][95]

- En 2019, el músico alemán Alex Christensen grabó su versión junto a la Orquesta de Berlín para su álbum de versiones titulado Classical 90s Dance 3. Cuenta con las voces de la cantante británica Natasha Bedingfield.[96]

- En 2021, el cantante británico Will Young realizó su versión incluida en su octavo álbum Crying on the Bathroom Floor.[97][98]